# Bozzetto per un crocifisso
Il Bozzetto per un crocifisso è una scultura lignea (h 20,5 cm) attribuita a Michelangelo, databile al 1562 circa e conservata a Casa Buonarroti a Firenze.

## Storia e descrizione
Charles de Tolnay attribuì questo bozzetto alla vecchiaia di Michelangelo, paragonandolo a disegni a Windsor, al Louvre, al British Museum (in tutto sei) e a notizie contenute in due lettere dell'artista datate 1° e 2 agosto 1562, in cui si accenna appunto a un progetto per un crocifisso in legno.
L'opera mostra il corpo nudo di Cristo con la testa china e con le braccia, sia del corpo che della croce, tagliate. La figura di Cristo presenta una sintetica ma efficace definizione anatomica e muscolare, soprattutto nell'addome e nel vivace movimento delle gambe che si dischiudono.

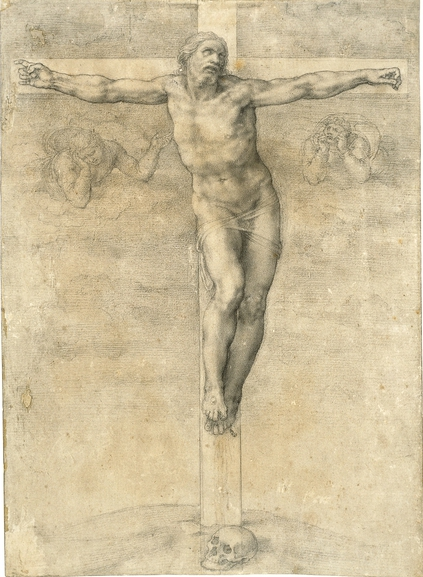
Studio per la Crocifissione per Vittoria Colonna
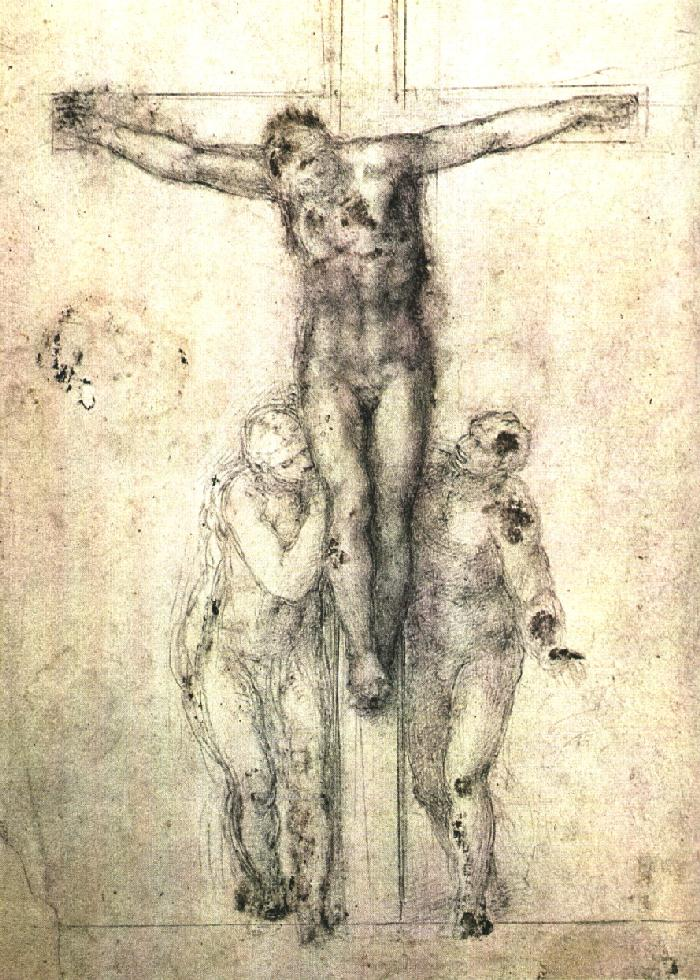
Disegno per una Crocifissione, Michelangelo, British Museum